# Sutton (Wirginia Zachodnia)
Sutton – miejscowość w Stanach Zjednoczonych, w stanie Wirginia Zachodnia, w hrabstwie Braxton.